# Alpine Club of Pakistan
Der Alpine Club of Pakistan (ACP) (deutsch Alpenverein von Pakistan) ist eine Nichtregierungs-Sportorganisation zur Förderung von Bergsteigen, Sportklettern und bergbezogenen anderen Abenteueraktivitäten in Pakistan. Darüber hinaus dient der Verein als Nationaler Sportverband für den Bergsteigersport und Sportklettern in Pakistan.

## Geschichte
Der Verein wurde 1974 gegründet und hat seinen Hauptsitz im Jinnah Sports Stadium in Islamabad in (Pakistan). Seit 1977 hat der Club eine große Anzahl seiner Mitglieder geschult, Pakistanischen Armee, Einheimische, Kontaktpersonen und Damen in den Bereichen Klettern und Eisklettern, Bergsteigen und andere Aktivitäten im Zusammenhang mit dem Gebirgstourismus in seinem Ausbildungsinstitut in Nilt in Gilgit-Baltistan.

## Mitgliedschaften
Der Verein ist Mitglied bei:
- Union Internationale des Associations d’Alpinisme (UIAA)[4]
- International Federation of Sport Climbing (IFSC)[5]
- Union of Asian Alpine Associations[6]
- Pakistan Sports Board[3]

## Vorsitzende
| Nr. | Präsidenten                   |
| --- | ----------------------------- |
| 1.  | General (R) Qamar Ali Mirza   |
| 2.  | Brig (R) Amir Gulistan Janjua |
| 3.  | General (R) Safdar Butt       |
| 4.  | Col. Manzoor Hussain          |
| 5.  | Nazir Sabir                   |
| 6.  | Abu Zafar Sadiq               |

| Nr. | Sekretäre                      |
| --- | ------------------------------ |
| 1.  | Shabbir Ahmed                  |
| 2.  | Col. Manzoor Hussain           |
| 3.  | Saad Tariq Siddiqui            |
| 4.  | Wing Commander (R) Javed Iqbal |
| 5.  | Abu Zafar Sadiq                |
| 6.  | Karrar Haidri                  |